# Gossersweiler-Stein
Gossersweiler-Stein är en kommun och ort i Landkreis Südliche Weinstraße i förbundslandet Rheinland-Pfalz i Tyskland.
Kommunen ingår i kommunalförbundet Verbandsgemeinde Annweiler am Trifels tillsammans med ytterligare 12 kommuner.